# Dupnik

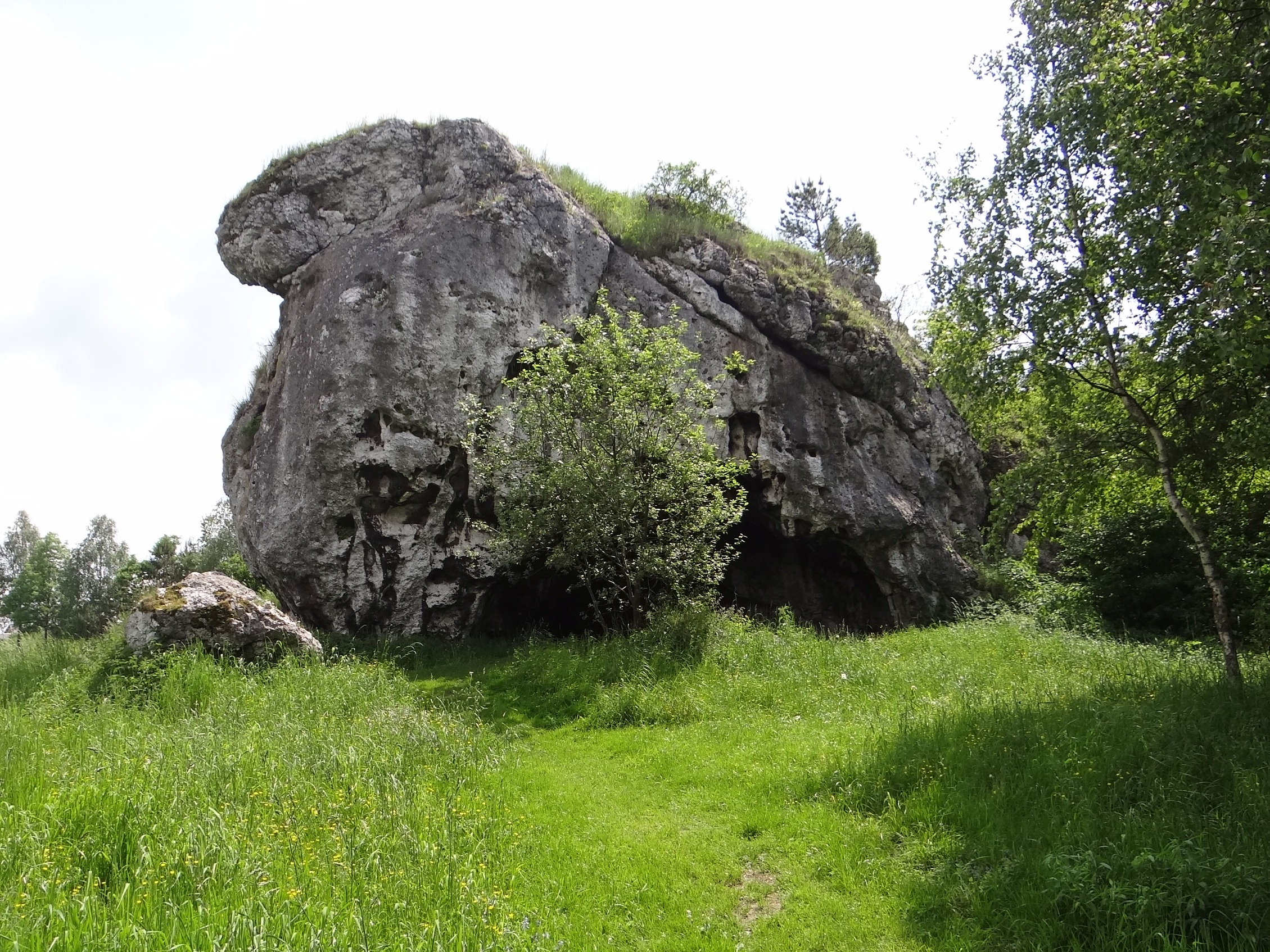

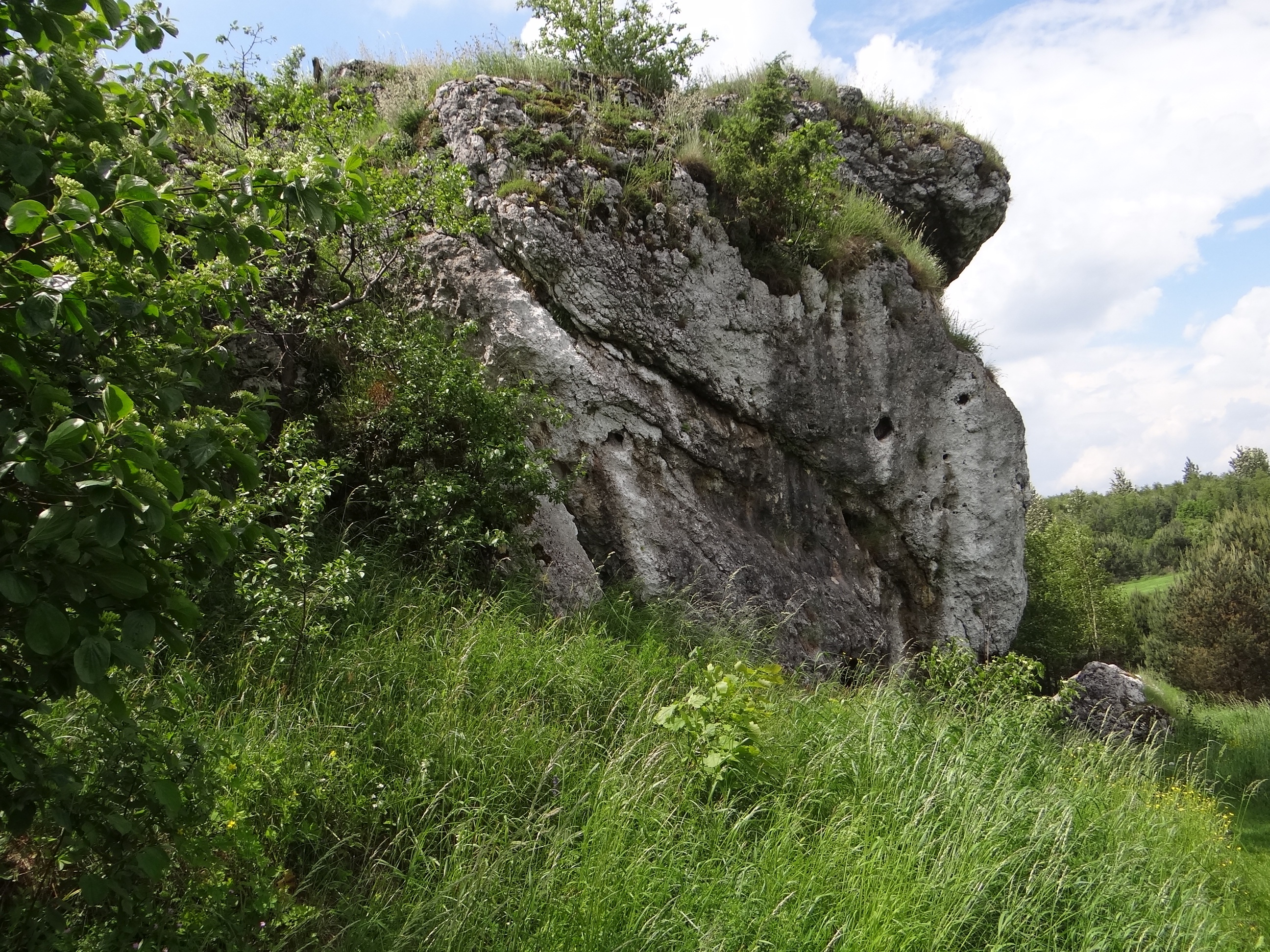

Dupnik – skała w miejscowości Przeginia w województwie małopolskim, w powiecie krakowskim, w gminie Jerzmanowice-Przeginia. Znajduje się w odległości około 800 m na południe od kościoła w Przegini, na wzniesieniu w prawym zboczu Doliny Racławki. Jest to obszar Wyżyny Olkuskiej w obrębie Wyżyny Krakowsko-Częstochowskiej.
Dupnik znajduje się na skraju lasu i pól uprawnych, na wierzchowinie Wyżyny Olkuskiej w zlewni Białej Przemszy. W odległości około 330 m na południowy zachód od niego wznosi się w lesie Skała Rosikowa. Obydwie skały zbudowane są z wapieni pochodzących z późnej jury. Dupnik to wierzchowinowy ostaniec z ogromną grotą o nazwie Schronisko przy wsi Przegini (schronisko w Dupniku).

## Wspinaczka
W jaskini i na ścianach skały Dupnik uprawiany jest bouldering i wspinaczka skalna.

Baldery
1. Little Big Planet; 6B+ (SD)
2. Mafia; 6B+ (SD)
3. Highway Duel; 6A+ (SD)
4. Boulder Dash; 6A (SD)
5. River Raid 5C; (SD)
6. Gears of War; 6B+ (SD)
7. Tomb Raider; 6C (SD)
8. Medal of Honor; 6C (SD)
9. Airborne; 6C (SD start jak Medal of Honor koniec w lewo)
10. Mini Ninja; 7A+ (start w głębi jaskini, potem środkiem dachu i lekko w lewo do połączenia z Medal of Honor, bez korzystania z lewej ściany)
11. Mortal Kombat; 7A+ (start jak Mini Ninja i wyjście wprost przez dach)
12. Tekken; 6C+ (SD, na lewo od komina)
13. Call of Duty; 6C (kominem w dachu jaskini, SD nie dokłada trudności)
14. Grand Theft; Auto 6C (SD kantem)
15. Trawers Dark Omen; 6B (SD start 7, trawers w lewo i koniec na topowych klamach z 3)[4].

Wspinaczka
1. Bez nazwy; VI.2
2. Dziewczynki bez napinki; VI.3+
3. Mężczyzny bez tężyzny; VI.3[5]